# Макарий Вамвурис
Макарий (на гръцки: Μακάριος) е гръцки духовник, епископ на Цариградската патриаршия.

## Биография
Роден е в Митилини, тогава в Османската империя, днес Гърция, със светското име Вамвурис (Βαμβούρης). Служи като трети патриаршески дякон при патриарх Йеремия II Константинополски  (1809-1813).
Заема Лемноската и Агиоевстратийска митрополитска катедра от февруари 1814 до 1824 година. Ръкополага за дякон племенника си Григорий Катрис, който го последва при преместването му на Солунската катедра в 1824 година. Остава солунски митрополит до 1830 година, когато е принуден да подаде оставка и се оттегля в Иверския манастир на Света гора. В 1841 година му е позволено да се установи на Лесбос.
Умира на 2 май 1856 година в родния си Митилини.